# La piccola Santa Elisabetta e altre storie
La piccola Santa Elisabetta e altre storie (Little Saint Elizabeth and other stories) è una raccolta di racconti scritta nel 1893 dalla scrittrice anglo-americana Frances Hodgson Burnett, autrice conosciuta per i suoi romanzi Il piccolo Lord, La piccola principessa e Il giardino segreto.
La raccolta, pubblicata da Frederick Warne and Co. (Londra, Regno Unito), si compone di quattro racconti molto diversi tra loro: La piccola Santa Elisabetta, Il Principe Piedifatati, Dietro il mattone bianco, Il chicco di grano orgoglioso.

## La piccola Santa Elisabetta
La bella storia iniziale da cui prende il nome la raccolta, racconta di Elizabeth, una bambina di 11 anni che, rimasta orfana di entrambi i genitori, viene cresciuta in un vecchio castello in Normandia, in Francia, dalla zia Clotilde de Rochemont, una donna profondamente religiosa e che conduce una vita monastica. La bambina, viene così educata ad osservare rigorosi rituali religiosi alternati ad atti di carità, ad ascoltare leggende e storie di santi e di martiri, e a meditare sullo stato della sua anima e sui mali delle altre persone. Reclusa nel castello, senza alcuna compagnia, non conosce quindi altra realtà che quella mostratale dalla zia, che è il suo unico punto di riferimento. Ogni suo gesto è condizionato dalle storie e dalle leggende e non desidera altro che emulare il buon esempio dei santi e dei martiri di cui sente parlare, ha però una profonda e sincera pietà e un vivo desiderio di aiutare quanti soffrono.
Quando la zia muore, la bambina viene affidata allo zio Bertrand. Cresciuta in una realtà fuori dal mondo, quando viene catapultata in uno dei quartieri più vivaci di new York, per Elizabeth è un vero e proprio shock. È disorientata, spaventata e, non avendo più punti di riferimento, si sente sola. La bambina non riesce a capire questa vita "normale" e soffre moltissimo.  
Come Mary Lennox, Cedric Errol e Sara Crew, Elizabeth, strappata dal suo mondo, si trova ad affrontare una realtà completamente nuova e diversa, circondata da adulti che, inizialmente, non si rendono conto del suo disagio. Lo zio Betrand, infatti, in un primo momento non capisce la bambina e si limita a considerarla come strana. Ci vorrà l'intervento di una persona esterna e di un grande rischio perché le cose cambino.

## Il Principe Piedifatati
Il Principe Piedifatati doveva essere il primo racconto di una serie dal titolo “Storie del libro perduto delle fate narrate dal bambina che le ha lette”, che però non vide mai la luce. 
Questo racconto si presenta sotto forma di favola. Nel paese di  Stumpinghame più i piedi di una persona sono grandi, più questa viene considerata bella ed elegante; e più un uomo è di natali aristocratici e nobili, più i suoi piedi sono immensi. I piedi del Re, perciò, sono semplicemente enormi, così come quelli della Regina e quelli dei principini e delle principessine. A nessuno viene in mente che la famiglia reale possa essere disonorata dalla nascita di un erede dai piedi piccoli. Ma questo avviene e il bambino viene abbandonato nelle profondità della foresta, presso un guardiano di porci. Piedifatati, dal cuore buono, cresce in solitudine, emarginato anche dalla nuova famiglia, e con nessun altro amico oltre la foresta, finché non incontrerà le fate. 
È un racconto che affronta il tema della diversità e l'accettazione di sé stessi.

## Dietro il mattone bianco
Racconto fantastico, dove la protagonista, Jem, compie un viaggio su per il comignolo che la porterà ad incontrare personaggi e luoghi bizzarri ed a riflettere su sé stessa e sulle persone che le stanno a cuore.

## Il chicco di grano orgoglioso
Il racconto vuole essere una sorta di parabola di vita.

## Edizioni
- Frances Hodgson Burnett, La piccola Santa Elisabetta e altre storie, Vento dell'Est, 2024, p. 80, e-book.